# Знаме на СССР
Знамето на Съюза на Съветските Социалистически Републики представлява червена ивица плат със сърп и чук и петолъчка в горния ляв ъгъл. Знамето официално е одобрено на 30 декември 1922 на Първия Всесъюзен конгрес на Съветите на СССР. Взето е решение, знамето на управляващата комунистическа партия, да бъде знаме на страната.

## Символика и история
Червеният цвят в знамето символизира победата на социализма, а сърпът и чукът – съюза между селяни и работници. Интересна и малко известна подробност, дори през самата съветска епоха, е фактът, че от обратната си страна знамето е изцяло червено без каквито и да е символи. Въпреки това, то често е било изработвано с две еднакви страни. На 15 август 1980 цветът на знамето е сменен с по-ярък. След разпадането на СССР на 25 декември 1991, знамето престава да бъде държавен символ. Днес знамето на СССР се използва от опозицията, главно от лявото крило, на митинги и демонстрации в цялото постсъветско пространство. В този случай често се използват знамената на републиките на СССР (в частност тази, където се провежда демонстрацията). На 24 октомври 2013 г. над купола на музея на Великата Отечествена война в Минск, който символизира победения Райхстаг, е поставено знамето на СССР, което е първото официално издигане на държавния флаг на СССР от декември 1991 г.

## Настоящи знамена базирани на съветското
Все още в някои области и градове на Русия използват знамена, подобни на тези на Съветския съюз и на Руската съветска социалистическа република (РСФСР). Пример за това е знамето на Владимирска област, знамето на град Орел и знамето на Браянска област. Дори и в несоциалистически държави се използват такива знамена. Такива са знамената на Приднестровието, което също има сърп и чук, защото то е заимствано от знамето на бившата Молдавска съветска социалистическа република и знамето на Ангола.

## Знаме през годините
- декември 1922 – 12 ноември 1923
- 12 ноември 1923 – 18 април 1924
- 18 април 1924 – 5 декември 1936
- 5 декември 1936 – 19 август 1955
- 19 август 1955 – 26 декември 1991